# فرودگاه مورفی رنچ
فرودگاه مورفی رنچ (به انگلیسی: Murphy Ranch Airport) یک فرودگاه خصوصی است که یک باند فرود شن دارد و طول باند آن ۵۹۴ متر است. این فرودگاه در کشور ایالات متحده آمریکا قرار دارد و در ارتفاع ۱۰۵۶ متری از سطح دریا واقع شده‌است.